# Зайончковиці
Зайончковиці (пол. Zajączkowice) — село в Польщі, у гміні Васнюв Островецького повіту Свентокшиського воєводства.
Населення — 241 особа (2011).
У 1975-1998 роках село належало до Келецького воєводства.

## Демографія
Демографічна структура на день 31 березня 2011 року:
|          | Загалом | Допрацездатний вік | Працездатний вік | Постпрацездатний вік |
| -------- | ------- | ------------------ | ---------------- | -------------------- |
| Чоловіки | 123     | 20                 | 88               | 15                   |
| Жінки    | 118     | 23                 | 68               | 27                   |
| Разом    | 241     | 43                 | 156              | 42                   |